# Claude Montana
Pour les articles homonymes, voir Montana (homonymie).
Claude Montamat, dit Claude Montana, est un styliste et couturier français né le 29 juin 1947 à Paris où il est mort le 23 février 2024.
Il commence sa carrière dans les années 1960. Issu de la « génération Palace » des années 1980 et se fait connaître dans ces années-là. Il est à cette époque une figure centrale de la mode, resté célèbre pour ses collections de prêt-à-porter aux formes architecturées et imposantes, aux épaules surdimensionnées, taille de guêpe : les silhouettes agressives de ses créations à tendances fétichistes. Il obtient une reconnaissance particulière du milieu de la mode lors de son passage chez Lanvin dans les années 1990. Quelques années plus tard, en proie à des difficultés financières importantes, il cède définitivement sa marque.

## Biographie
Claude Montana naît à Paris le 29 juin 1947, d’un père espagnol et d’une mère allemande.
Après une enfance passée dans un univers ouvert sur l'art, malgré un père autoritaire, Claude Montana, obtient son baccalauréat au lycée  Condorcet à Paris et part pour Londres en 1967. Il crée des bijoux en papier mâché, et est remarqué par le magazine Vogue. De retour à Paris à la fin des années 1960, il vend des dessins à différents magazines de mode.
Claude Montana débute comme assistant du styliste John Voigt chez Mac Douglas, (marque spécialisée dans le travail du cuir), il y apprend la coupe et le travail de création. Son savoir-faire et le travail du cuir resteront des signes distinctifs de son identité visuelle.
Après avoir travaillé dans différentes maisons de prêt-à-porter, il organise son premier défilé en 1975 avec Danielle Luquet de Saint Germain, transfuge de Saint Laurent. Remarqués par les rédactrices de mode, ses modèles font les couvertures des magazines Elle, Vogue, Marie-Claire… Son succès devient dès lors international.
Il crée sa propre marque en 1979, assisté de sa sœur Jacqueline. Il devient par son style une des figures de la mode des années 1980, et fait partie des personnalités habituées du Palace. Ses défilés théâtraux sont des événements, qualifiés de « grands shows » par Lacroix.
En 1990, après avoir refusé la proposition de Dior, il rejoint la maison Lanvin,, pour laquelle il obtient deux Dés d'or pour les collections automne-hiver 1990-1991 et printemps-été 1991. « Une sorte d’aboutissement de ma carrière » dira-t-il.
En 1993, il épouse Wallis Franken.
Malgré le succès critique, et sa grande notoriété depuis les années 1980, sa courte collaboration avec la maison de haute couture Lanvin s'arrête. Rapidement il lance une nouvelle ligne de créations en prêt-à-porter, Odyssée. Après avoir été mis en redressement judiciaire fin 1997,, il est contraint de céder sa marque de prêt-à-porter Claude Montana faute de moyens financiers. La maison est rachetée en 2000 et change de nom pour Montana Création.
En 2009, Claude Montana entreprend la rédaction d'un ouvrage avec la journaliste Marielle Cro où ils retracent sa carrière et décrivent les principes majeurs de sa création, éclairés par ses dessins, les photographies des défilés et des modèles prises par les photographes : Dominique Isserman, Paolo Roversi, Tyen et les témoignages de ses proches collaborateurs.
Le style singulier de Claude Montana reste emblématique de l'esprit couture et sert de référence à de nombreux créateurs contemporains, dont Alexander Mc Queen qui lui a rendu de nombreux hommages dans ses collections.
En 2010 et 2011, le musée des arts décoratifs de Paris présente ses modèles Claude Montana et Lanvin dans l'exposition Décennies de mode.
En 2012, Jean-Paul Goude expose le portrait de Claude Montana réalisé en 1987 dans sa rétrospective Goudemalion au musée des arts décoratifs de Paris, et la série documentaire Fashion ! consacre une large part de son premier épisode à Claude Montana.
En 2013, il crée trois modèles pour la collection d'Éric Tibusch automne/hiver 2013-2014.
En 2014, le styliste belge Dries van Noten rend hommage à Claude Montana  en présentant certaines de ses créations dans son exposition Inspirations au musée des arts décoratifs de Paris.
En 2019, le styliste britannique Gareth Pugh réédite pour Farfetch onze vêtements de cuir emblématiques de la période 1979-1994 de la marque Montana.
Claude Montana est promu commandeur dans l'ordre des Arts et des Lettres par Aurélie Filipetti  (promotion de juillet 2014).
Claude Montana meurt le 23 février 2024 dans le 18e arrondissement de Paris à l'âge de 76 ans,,. Il est incinéré au crématorium du Père-Lachaise.

## Distinctions

### Prix et récompenses
- 1985 - Meilleure Collection Femme Été, Paris.
- 1987/88 - Meilleur Couturier Automne/Hiver, Semaine de la mode Munich, Allemagne.
- 1989 - Prix Balenciaga, Madrid.
- 1991 et  1992 -  Dés d'Or, Paris

### Décorations
- Commandeur de l'ordre des Arts et des Lettres. Il est promu au grade de commandeur le 9 juillet 2014[23].

## Publication
- Marielle Cro et Claude Montana, Montana, Paris, L'Éditeur, 2010, 192 p. (ISBN 978-2-36201-010-1, présentation en ligne)